# Steven Holcomb
Steven "Steve" Holcomb, född 14 april 1980 i Park City, Utah, död 6 maj 2017 i Lake Placid, New York, var en amerikansk bobåkare sedan 1998. Vid OS i Vancouver 2010 blev han olympisk mästare, då han tillsammans med Steve Mesler, Curtis Tomasevicz och Justin Olsen vann tävlingen i fyrmannabob före tvåan Tyskland.